# Роскошный амазон
Роскошный амазон (лат. Amazona pretrei) — вид ярких птиц семейства попугаевых.

## Распространение
Обитает на юге Бразилии, северо-востоке и востоке Парагвая и северо-востоке Аргентины (куда, предположительно, сезонно мигрирует с Бразилии).

## Внешний вид
Длина тела 30—32 см. Основная окраска зелёная с чёрным окаймлением по краям перьев. Грудь и брюшко более светлые. Лоб, голова и участок вокруг глаз красные. Изгиб крыла, крылышко, кромка крыла, кроющие крыла красные. Первостепенные маховые с голубыми кончиками. Внутренняя часть трёх крайних хвостовых перьев красная у основания. Клюв жёлто-костного цвета. Радужка ярко оранжевая. Лапы серо-жёлтые. У самки не более 3-6 красных кроющих маховых первостепенных перьев. Кромка крыла зелёная.

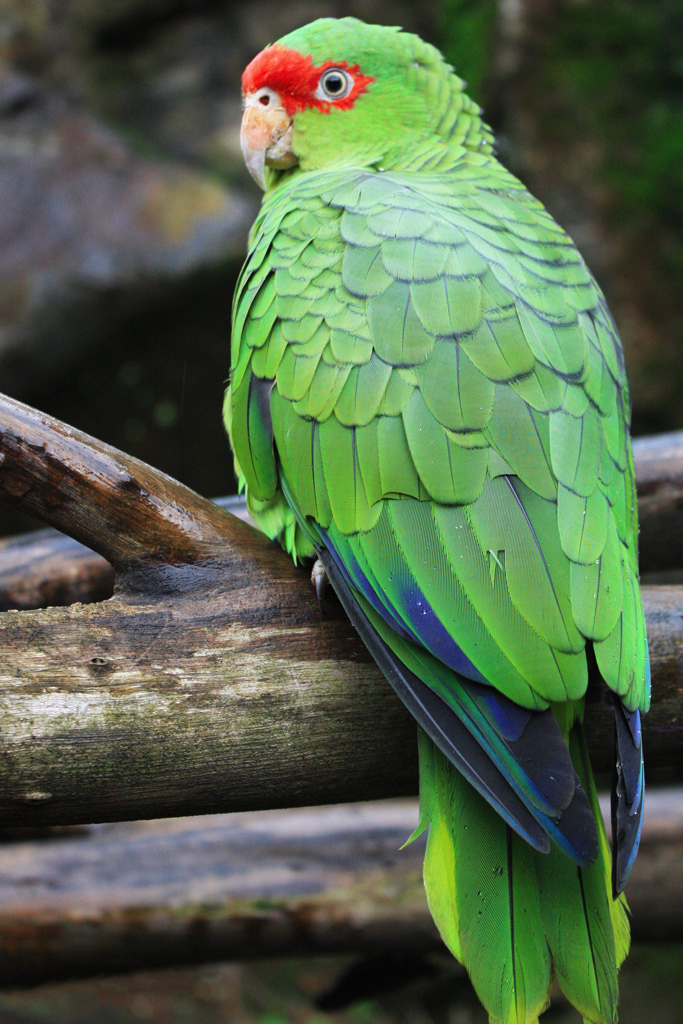
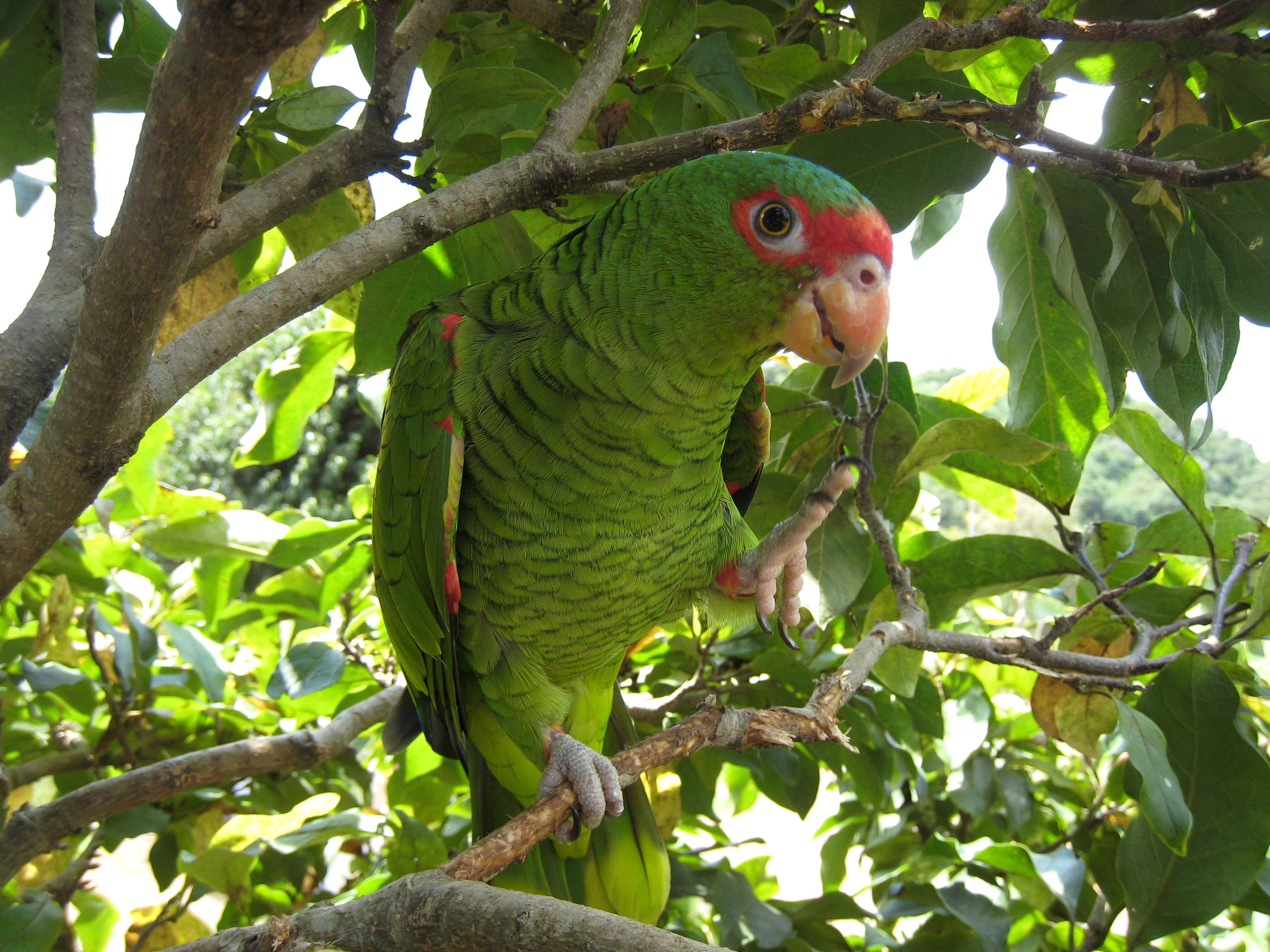

## Образ жизни
Населяет сосновые боры вдоль рек до высота 500—1000 м над уровнем моря. Питается, в основном, семенами араукарий (Araucaria).

## Размножение
Гнездится в дуплах деревьев, обычно невысоко над землёй, куда откладывает 2—4 яйца.

## Угрозы и охрана
Из-за повсеместной вырубки араукариевых лесов и массового нелегального отлова птиц, стал редок. Однако, меры, предпринятые бразильским правительством по охране этого вида, привели к повышению его численности с 8500 птиц в 1994 году до 16000 — в 1997.